# Fabergé-æg
Et Fabergé-æg (russisk: яйца Фаберже́, yaytsa faberzhe) er et smykkeæg, der er skabt af huset Fabergé i Sankt Petersborg i Det Russiske Kejserrige. Der blev lavet op til 69, hvoraf 57 er bevaret. De blev fremstillet under vejledning af Peter Carl Fabergé mellem 1885 og 1917. De mest berømte er de 50 "kejser"-æg, hvoraf 43 er bevaret, der blev fremstillet til de russiske zarer Aleksandr 3. og Nikolaj 2. som påskegaver til deres hustruer og mødre.

## Historie
Det første Fabergé-æg blev fremstillet til zar Aleksandr 3., der havde besluttet at give sin hustru, Maria Fedorovna, en gave i form af et påskeæg i 1885 og måske også for at fejre deres 20 års forlovelsesdag. Der er ikke officielle kilder, der beskriver zarens inspiration. Mange mener, at han fik ideen fra et æg, som kejserindens tante, Vilhelmine af Danmark, ejede, og som Maria havde været fascineret af som barn. Det første Fabergé-æg blev fremstillet i guld og blev kendt som Første Hønseæg. Den gennemsigtige hvide emalje-"skal" kan åbnes og afslører en æggeblomme i guld. Den kan igen åbnes, og indeni findes en flerfarvet høne i guld, der også kan åbnes. Hønen indeholdt en krone med diamanter, som var en kopi af kejserkronen, hvorfra en lille rubin hang. De to sidste genstande er gået tabt..
Maria blev så glad for gaven, at Alexander udnævnte  Peter Carl Fabergé som "guldsmed særligt udnævnt af den Kejserlige krone" og bestilte et æg året efter. Derefter fik Peter Carl Fabergé tilsyneladende fuldstændig frihed over udformningen af de kejserlige påskeæg, og de blev mere detaljerede og omfattende. Ifølge Fabergés familiehistorie vidste ikke engang zaren, hvilken form æggene ville få - det eneste krav var, at de alle skulle indeholde en overraskelse, og at de skulle være unikke. Efter Fabergé havde godkendt tegningen, blev arbejdet udført af en håndværkere som Michael Perkhin, Henrik Wigström og Erik August Kollin.
Efter Alexander 3.s død den 1. november 1894 gav hans søn, Nikolaj 2., Fabergé-æg til både sin hustru, Alexandra Fedorovna, og sin moder, enkekejserinde Maria Fedorovna. Optegnelser viser, at af de 50 kejserlige æg blev de 20 givet til Alexandra og 30 til Maria. Æggene blev fremstillet hvert år bortset fra  1904 og 1905 under den russisk-japanske krig.
De kejserlige æg blev meget berømte, og Fabergé blev bedt fremstille lignende æg til private kunder som hertuginden af Marlborough, Rothschildfamilien og Yusupovfamilien. Fabergé blev også bedt fremstille 12 æg til industrialisten Alexander Kelch, men kun syv  synes at være udført.
Efter revolutionen og nationaliseringen af Fabergés værksted i Sankt Petersborg af bolsjevikkerne i 1918 forlod familien Rusland. Fabergé-varemærket er siden blevet solgt adskillige gange, og mange virksomheden har solgt ægge-relaterede produkter i Fabergé-navnet. Den tyske guldsmedevirksomhed Victor Mayer producerede en begrænset antal Fabergé-æg autoriseret under Unilevers licens fra 1998 til 2009. Varemærket ejes i dag af Fabergé Limited, som fremstiller smykker med ægge-tema.
I 2015 annoncerede ejerne af varemærket, at de ville skabe et nyt "Fabergé"-æg i samme stil som kejseræggene og det første kejseræg i 100 år Fabergé Pearl æg. Det skulle sælges i Qatar efter en fem dage lang udstilling i 2017. En talsperson for virksomheden regnede med, at ægget ville blive solgt for mindst $2 mio. På trods af at det blev kaldt "kejserligt" har det ingen forbindelse til den russiske kejserfamilie, men er tæt forbundet med dynastier i Golfstaterne. Motivet er beskrevet som "flosset", men mønstrene på kurverne og linjer er afledt af girih og arabiske mønstre, og hver af de seks vertikale segmenter har en stiliseret spids kuppel, og bliver associeret med de pendentive løgkupler og loftet i en arabisk moske.

## I populærkultur
Fabergé-æg er blevet et symbol på pragt, magt og rigdom i Romanovdynastiet og Det Russiske Kejserrige, uvurderlige skatte at jagte, stjæle osv. De har været med i adskillige film og tv-serier som Octopussy (1983), Love Among Thieves (1987), Murder She Wrote episode "An Egg to Die For" (1994), Case Closed: The Last Wizard of the Century (1999), The Order (2001), Ocean's Twelve (2004), Thick as Thieves (2009), American Dad! episode "A Jones for a Smith" (2010), The Intouchables (2011), Hustle episode "Eat Yourself Slender" (2012), Scooby Doo! Mystery Incorporated episode "The House of the Nightmare Witch" (2012),, Imperial Eight (2015), Hooten & the Lady episode "Moscow" (2016), og komedien Game Night (2018).
I Danielle Steeles "Zoya", er et Fabergé-æg et minde om de to sidste medlemmer af en adelsfamilie. Lilies of the Valley-ægget blev brugt i en episode af det britiske krimidrama Peaky Blinders, sæson 3, episode 5 (2016).
Det digital kortspil Cabals: Magic & Battle Cards har et Fabergé-æg som et samlerkort.